# Enfield Rifled Musket

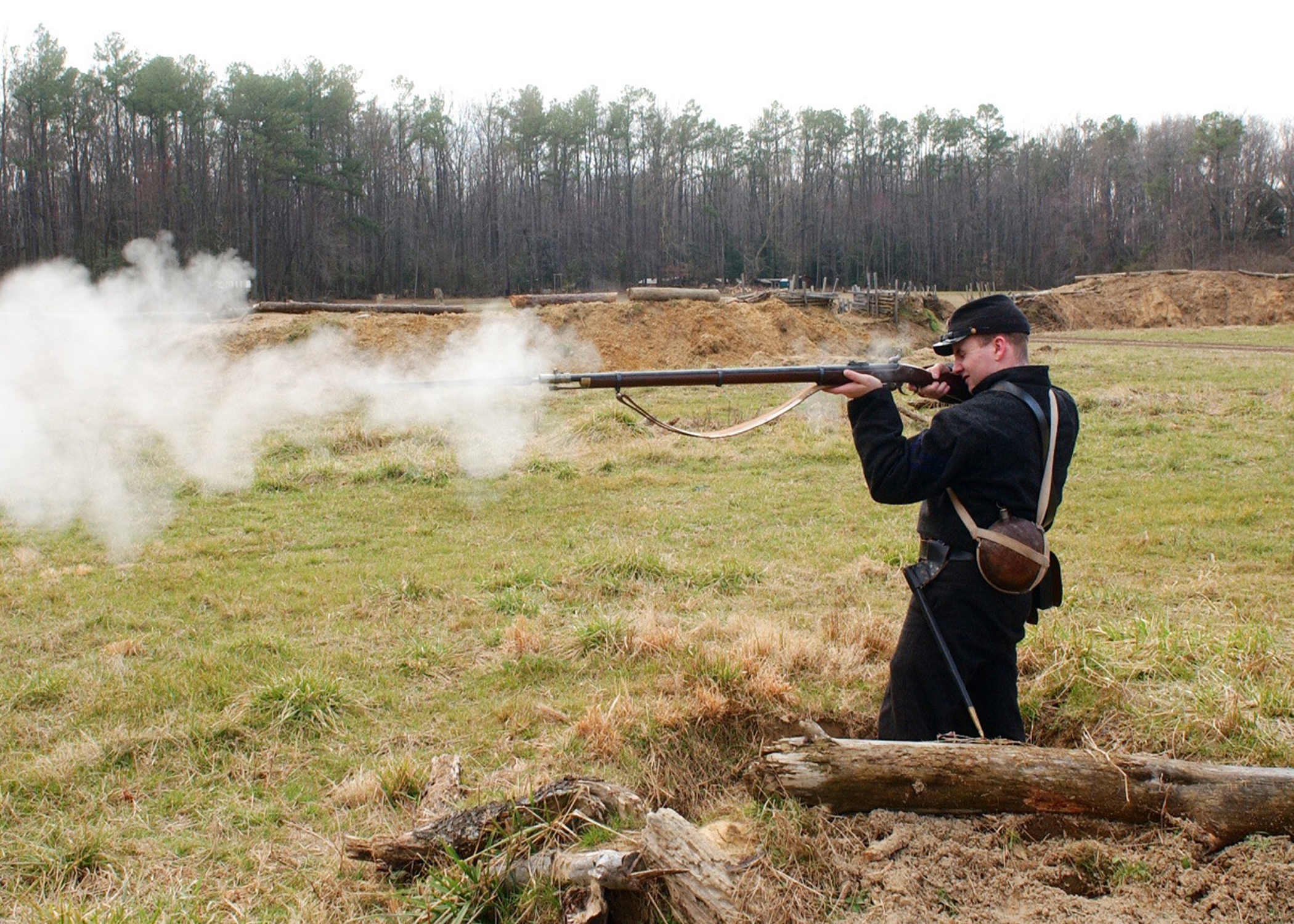
Moderner Reenactor des amer. Bürgerkriegs mit 3-Band-Enfield

Die Enfield Rifled Musket ist der erste gezogene Vorderlader einer europäischen Armee, der für alle Truppenteile vom britischen Board of Ordnance (BO) 1852 angenommen wurde.
Der Namensbestandteil „Enfield“ rührt daher, dass die Royal Small Arms Factory nach einem Brand ihre Fertigungsstätten vom Tower of London nach Enfield verlagerte. Die Enfield Rifled Musket war die erste Waffe aus Enfield-Fertigung.

## Technik
Obwohl musket genannt, handelt es sich nicht um eine glattläufige Muskete, sondern um eine mit Zügen versehene Waffe, die ein Ogivalgeschoss im Kaliber .577 inches (14,66 Millimeter) verschoss. Dieses Geschoss war ein Minié-Geschoss, dessen Prinzip 1848 von Claude Etienne Minié entwickelt worden war. Das Gewehr hatte eine Länge von 1,40 Metern und wog ca. 4,3 Kilogramm. 
Die Ladung betrug einheitlich 68 Grain (4,4 Gramm) Schwarzpulver mit einem Geschoss von 530 Grains (34 Gramm) Gewicht.
Die erste Serie hatte einen Visierbereich bis zu 900 Yards (ca. 820 Meter). Die Leistung der neuen Waffe war so gut, dass die Waffen der zweiten Herstellungsserie einen auf 1000 Yards (ca. 910 Meter) verlängerten Visierbereich bekamen. Schließlich wurde das Gewehr lehrenhaltig nicht nur in Enfield, sondern auch im Tower of London, in Lüttich, Windsor (Vermont, USA) und einigen privaten Firmen produziert. Es folgten Verbesserungen der einzelnen Versionen. Die vierte Produktionsserie wurde ausschließlich in Enfield gefertigt und ausnahmslos später zu Snider-Enfield Hinterladern umgebaut.

## Geschichte
Erstmals zum Einsatz kam das neue Infanteriegewehr im Krimkrieg.
Diese Waffe diente allen europäischen Mächten dazu, ihre Infanteriebewaffnung durchgehend auf gezogene Gewehre umzustellen. Zuvor war der Hauptteil der englischen Infanterie mit glattläufigen Gewehren größeren Kalibers .75 inches oder 19,05 Millimeter ausgerüstet, deren wirksame Reichweite nicht mehr als 200 Meter betrug. Lediglich die Rifle Regiments besaßen Waffen mit gezogenen Läufen. Im geordneten Massenfeuer konnten jetzt sogar Reichweiten von gut 1000 Metern erreicht werden. Im Bewusstsein dessen ließ allein Preußen noch im Jahr 1855 insgesamt 600.000 Gewehre nach dem System Minié ausstatten.

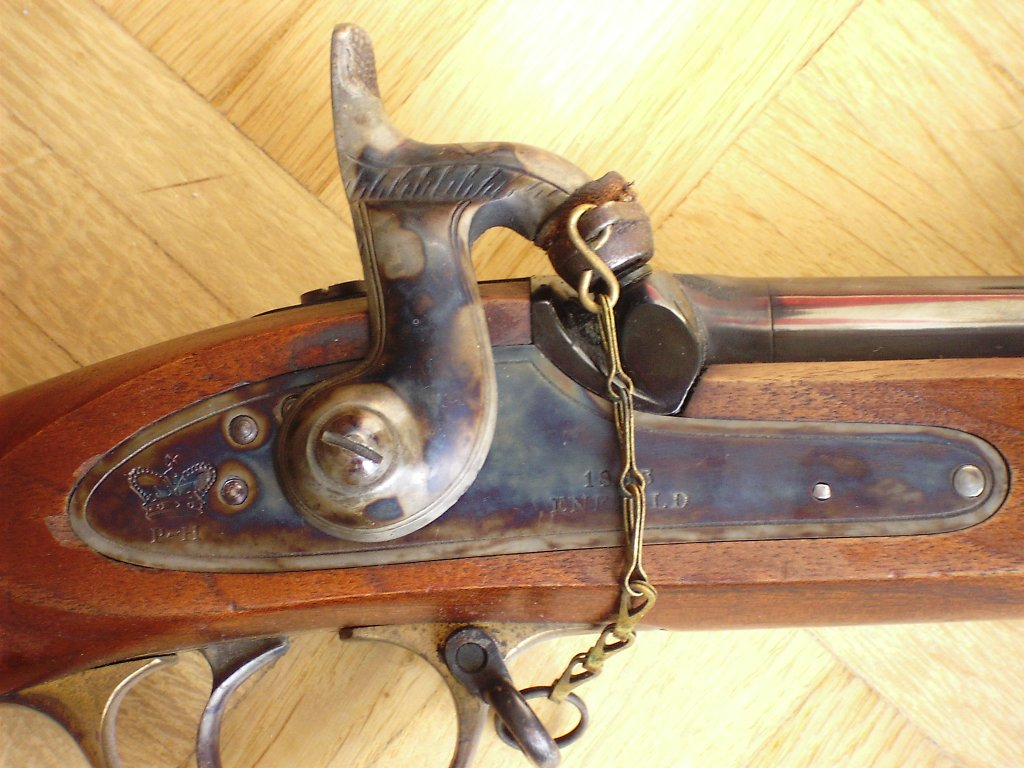
Schloss der 3-Band-Enfield von 1853

1856 bekamen die Sergeants den Gewehrtyp in Form der „2-Band-Enfield“ zugeteilt – gegenüber der ursprünglichen Waffe war der Lauf von 39 auf 33 Inches verkürzt und deshalb nur mit zwei Laufhaltebändern versehen. 1858 erhielt auch die Royal Navy diese Variante, ab 1860 zudem mit fünf- statt bisher dreizügigem Lauf. Die Leistungen dieses Gewehrs waren so gut, dass es trotz kürzerem Lauf einen Visierbereich von 1100 Yards für die drei- und bis 1250 Yards (1143 Meter) für die fünfzügige Version erhielt. Wegen der guten Erfahrungen wurden von diesem Zeitpunkt an auch die längeren 3-Band-Enfields mit fünf Zügen geliefert.
Bereits 1853 war ein Musketon (Karabiner) für die Artillerie angenommen worden, das für die Verwendung zu Pferde einen kürzeren Lauf von 24 Inches erhielt. Dieses Gewehr besaß einen Visierbereich von nur 200 und 300 Yards, dem 1861 ein weiteres Modell gleicher Maße folgte, das wegen des jetzt fünfzügigen Laufes dennoch bis zu einem Visierbereich von 600 Yards Verwendung finden konnte. Der Kavallerie-Karabiner von 1856 hatte einen Lauf von nur 21 inches.
Alle diese Waffen fanden noch im Amerikanischen Bürgerkrieg Verwendung, obwohl ab 1862 viele zu einschüssigen Hinterladern gemäß dem Patent von Jacob Snider und der von Edward Boxer entworfenen Messingzentralfeuerpatrone umgebaut wurden. 
Außerdem kommen alle diese Versionen für die East India Company (EIC) vor, nach dem indischen Aufstand und Auflösung der EIC-Truppen nur noch als glatte Versionen, deren Läufe meist ausgerieben und auf ein glattes Kaliber von .656 aufgebohrt worden waren. Diesen Waffen wurde auch das übliche Treppenvisier genommen und ein einfaches Blockvisier aufgelötet.

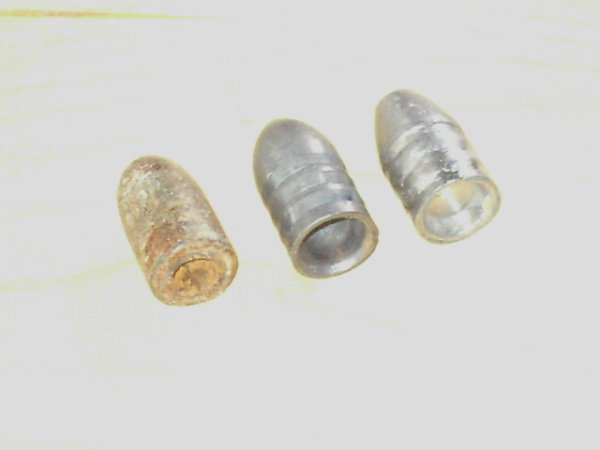
Minié-Geschosstypen für die Enfield Rifled Musket. Links ein Original aus dem Krimkrieg, in der Mitte ein Geschoss aus dem amer. Bürgerkrieg mit tiefem Hohlboden und deshalb ohne Culot, rechts ein modernes Geschoss für das Sportschießen

Da diese gezogenen Gewehre so breite Verwendung im amerikanischen Bürgerkrieg gefunden hatten, bauten amerikanische Firmen schon in den 1960er Jahren Repliken zu sportlichen Zwecken. Ab 1972 baute dann die Firma Parker-Hale unter Verwendung originaler Zeichnungen und der gesiegelten Exemplare des sog. Pattern-Rooms der staatlichen Royal Small Arms Factory in Enfield baugleiche Exemplare dieser Gewehre nach, die heute fast als Originale gelten, da ihre Teile mit den Originalen austauschbar sind.
Viele Vorderladerschützen bedienen sich vor allem der Version von 1858, um in der Disziplin „Dienstgewehr“ an Wettkämpfen teilzunehmen.
1871 wurde die Produktion eingestellt und auf das Martini-Henry-Gewehr umgestellt. In den Kolonien jedoch tat das Gewehr oft noch bis ins 20. Jahrhundert Dienst.
Von 1870 bis 1880 baute das Kaiserreich Japan eine Kopie des inzwischen veralteten Vorderladers nach.